# Rhinella yanachaga
Rhinella yanachaga é uma espécie de anfíbio anuro da família Bufonidae. Está presente no Peru. A UICN classificou-a como vulnerável.